# Дворец эрцгерцога Альбрехта

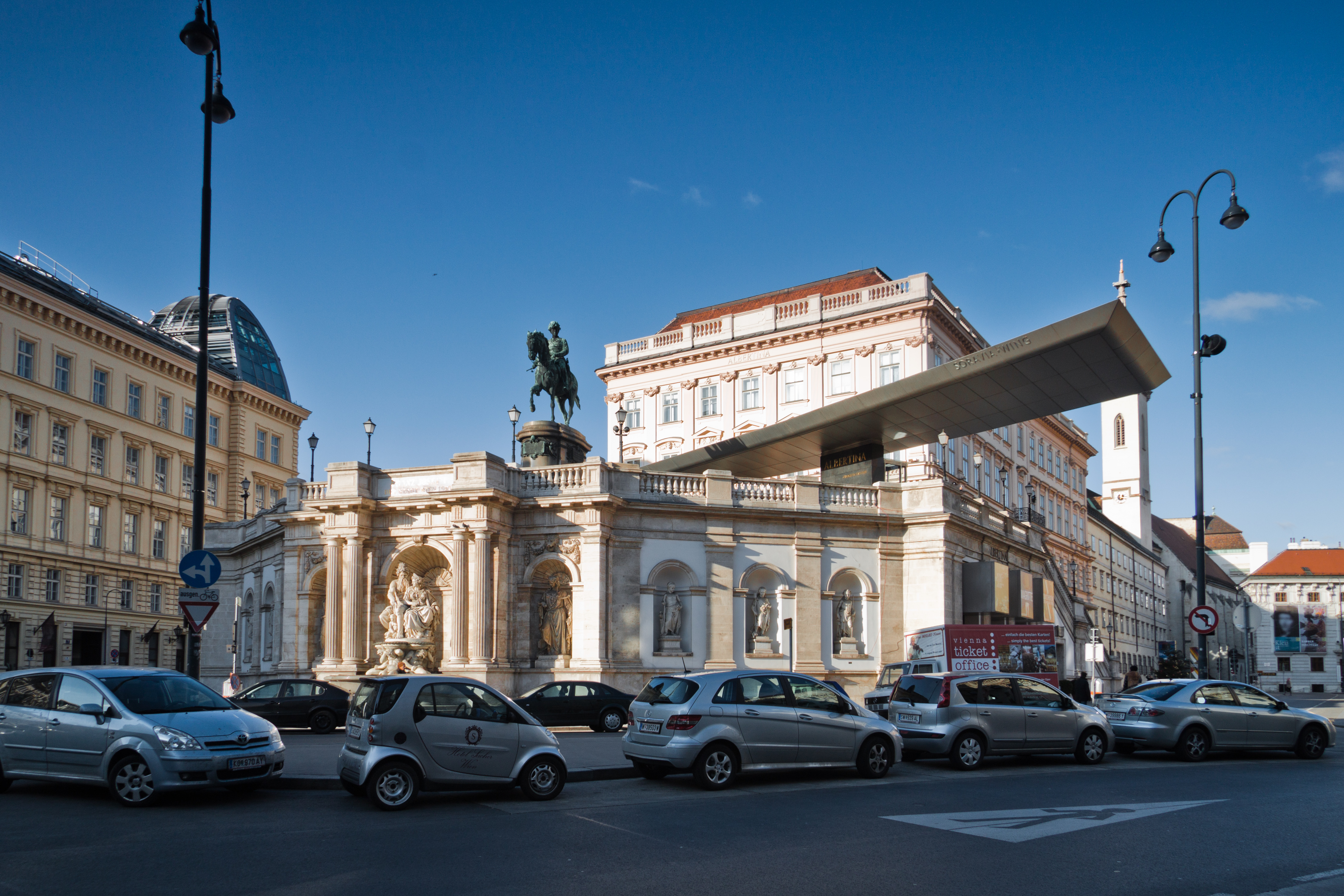
Дворец эрцгерцога Альбрехта, фонтан Альбрехта, памятник Альбрехту и «Крыло Соравия»

Дворец эрцгерцога Альбрехта (нем. Palais Erzherzog Albrecht, дворец Альбрехта, нем. Albrechtspalais) — дворец в Вене, во Внутреннем Городе на площади Альбертинаплац. В нём размещается галерея Альбертина.

## История
Дворец стоит на сохранившемся участке венской городской стены, Бастионе августинцев. Ранее, со второй половины XVII века, на этом месте располагалось здание придворного строительного ведомства. В 1742—1745 годах директор этого ведомства, советник императрицы Марии Терезии граф Эмануэль Сильва-Тарука перестроил его под себя во дворец. В 1795 году сооружение перешло в собственность сына короля Польши Августа III эрцгерцога Альберта Саксен-Тешенского, женившегося на представительнице императорского дома, дочери Марии Терезии Марии Кристине. Эрцгерцог Альберт служил наместником императрицы в Пресбурге, где увлёкся коллекционированием произведений искусства. Собрание Альберта позднее получило название «Альбертина», которое после ликвидации монархии перешло и к его дворцу, где хранилась художественная коллекция. В 1801—1805 годах здание обзавелось пристройкой, с этого времени дворец эрцгерцога Альберта граничит с Хофбургом.
После смерти герцога Альберта в 1822 году дворец унаследовал эрцгерцог Карл Тешенский, вошедший в историю Австрии как победитель Аспернской битвы 1809 года и удостоенный памятника на венской площади Хельденплац. При эрцгерцоге Карле дворец реконструировали ещё раз под руководством Йозефа Корнхойзеля, уделившего особое внимание интерьерам. В этот период появилась большая лестница со сфинксами из прочного белого известняка, «императорского камня» из Бургенланда. В 1867 году фасад дворца оформили в стиле эклектики. В 1864—1869 годах у стены бастиона установили фонтан Альбрехта. После эрцгерцога Карла в здании проживали его сын, фельдмаршал эрцгерцог Альбрехт, давший современное имя дворцу, а после его смерти — его племянник, фельдмаршал эрцгерцог Фридрих, главнокомандующий имперской армией в Первую мировую войну.
После падения монархии согласно Габсбургскому закону 1919 года дворец Альбрехта и графическое собрание Альбертина перешли в собственность республики. Эрцгерцога Фридриха выселили из дворца, позволив взять только собственную мебель. Он не пожелал проживать в Австрии как обычный гражданин и переселился в свои поместья в Венгрии.
Название «Альбертина» закрепилось как за дворцом, так и за художественным собранием начиная с 1921 года. В марте 1945 года дворец получил повреждения в результате бомбардировок и после войны был восстановлен в упрощённом виде.
В 1998—2003 годах проходила капитальная реконструкция дворца. Внесённые изменения в облик дворца, в частности, титановый навес «Крыло Соравия», созданный Хансом Холляйном на средства частных спонсоров Эрвина и Ханно Соравия, общественность подвергла критике. Помимо графического собрания «Альбертина» во дворце Альбрехта размещается нотная коллекция Австрийской национальной библиотеки и Австрийский музей кино.
На Бастионе августинцев, площадке перед дворцом на высоте около 10 метров от уровня улицы, в 1899 году была установлена конная статуя эрцгерцога Альбрехта, обращённая к Венской государственной опере. Бронзовая статуя на постаменте из чешского гранита была создана архитектором Карлом Кёнигом и скульптором Каспаром Цумбушем. Под «Крылом Соравия» расположен лифт и эскалатор.